# Provincia de La Meca
La Meca es la más poblada de las regiones de Arabia Saudita, ubicada al oeste del país cuenta con un extenso litoral. Tiene un área de 153 148 kilómetros cuadrados y una población de 6 915 006 habitantes (2010). Su capital es la ciudad sagrada de La Meca, pero su localidad más grande es Yeda, que es también la principal ciudad portuaria de Arabia Saudita. El pachá de la región es Khalid al-Faisal.